# Miguel Alvarez Pozo
Miguel Alvarez Pozo, född 26 november 1949, död 31 maj 2016, var en kubansk basketspelare som tog tog OS-brons 1972 i München. Detta var Kubas första och tillika enda OS-medalj i basket.